# Biron (Pyrénées-Atlantiques)
Pour les articles homonymes, voir Biron.
Biron (en béarnais Viron ou Biroû) est une commune française, située dans le département des Pyrénées-Atlantiques en région Nouvelle-Aquitaine.
Le gentilé est Bironnais.

## Géographie

### Localisation
La commune de Biron se trouve dans le département des Pyrénées-Atlantiques, en région Nouvelle-Aquitaine.
Elle se situe à 44 km par la route de Pau, préfecture du département, et à 23 km de Mourenx, bureau centralisateur du canton du Cœur de Béarn dont dépend la commune depuis 2015 pour les élections départementales.
La commune fait en outre partie du bassin de vie d'Orthez.
Les communes les plus proches sont : 
Castétis (1,9 km), Sarpourenx (2,0 km), Castetner (2,2 km), Laà-Mondrans (3,3 km), Loubieng (3,9 km), Maslacq (4,1 km), Orthez (4,1 km), Argagnon (4,3 km).
Sur le plan historique et culturel, Biron fait partie de la province du Béarn, qui fut également un État et qui présente une unité historique et culturelle à laquelle s’oppose une diversité frappante de paysages au relief tourmenté.

### Communes limitrophes
Les communes limitrophes sont  Castetner, Castétis, Laà-Mondrans, Orthez et Sarpourenx.
| Orthez       | Castétis  |            |
| Laà-Mondrans | Biron     | Sarpourenx |
|              | Castetner |            |

### Hydrographie

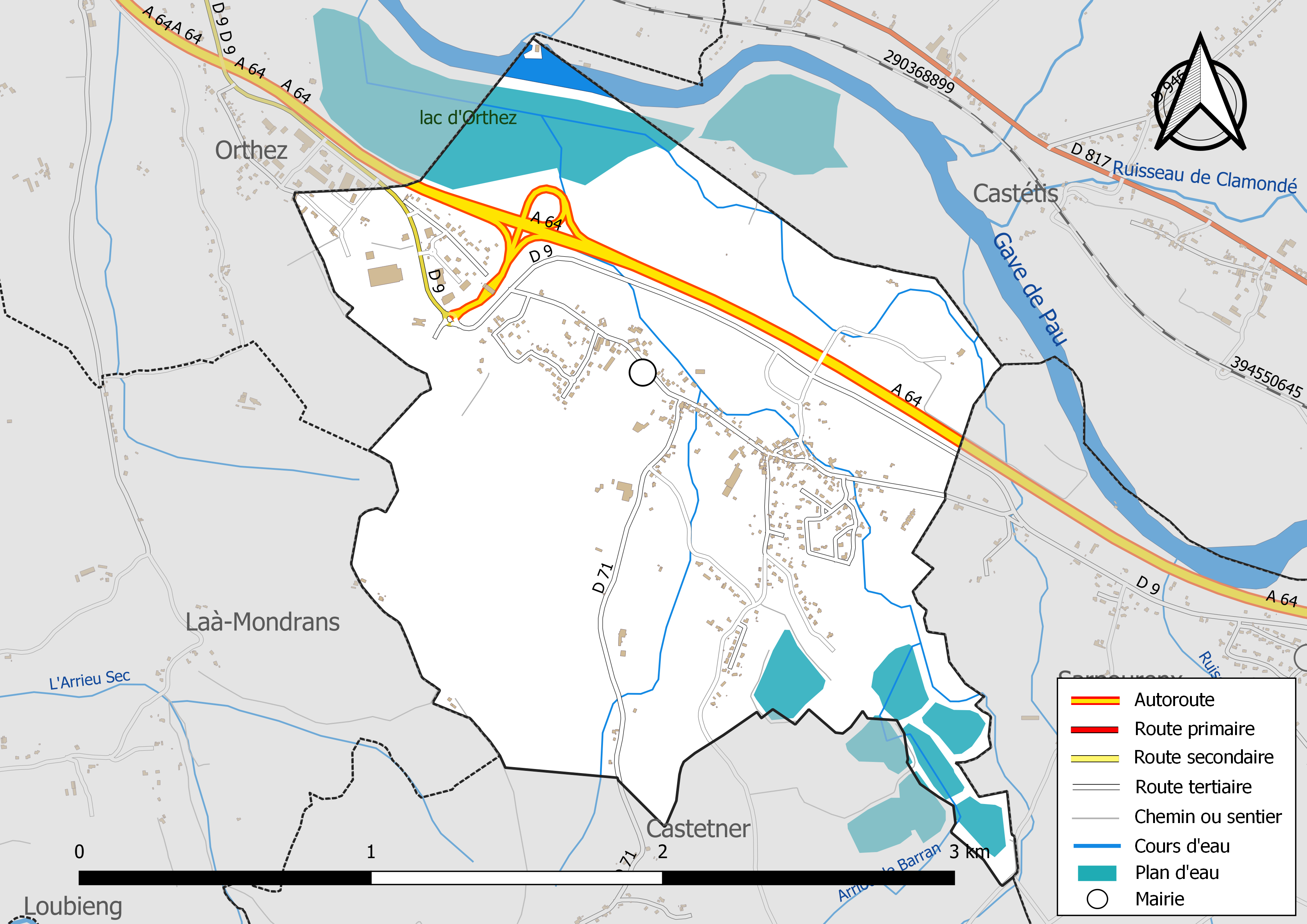
Réseaux hydrographique et routier de Biron.

La commune est drainée par le gave de Pau, Arriou de Barran et par divers petits cours d'eau, constituant un réseau hydrographique de 8 km de longueur totale,.
Le gave de Pau, d'une longueur totale de 192,8 km, prend sa source dans la commune de Gavarnie-Gèdre et s'écoule du sud-est vers le nord-ouest. Il traverse la commune et se jette dans l'Adour à Saint-Laurent-de-Gosse, après avoir traversé 88 communes.

### Climat
Pour des articles plus généraux, voir Climat de la Nouvelle-Aquitaine et Climat des Pyrénées-Atlantiques.
Historiquement, la commune est dans une zone de transition entre les climats océaniques aquitain et basque.  
En 2020, Météo-France publie une typologie des climats de la France métropolitaine dans laquelle la commune est exposée à un climat de montagne et est dans la région climatique Pyrénées atlantiques, caractérisée par une pluviométrie élevée (>1 200 mm/an) en toutes saisons, des hivers très doux (7,5 °C en plaine) et des vents faibles.
Pour la période 1971-2000, la température annuelle moyenne est de 13,7 °C, avec une amplitude thermique annuelle de 14 °C. Le cumul annuel moyen de précipitations est de 1 182 mm, avec 11,9 jours de précipitations en janvier et 7,9 jours en juillet. Pour la période 1991-2020, la température moyenne annuelle observée sur la station météorologique la plus proche, située sur la commune d'Orthez à 4 km à vol d'oiseau, est de 14,1 °C et le cumul annuel moyen de précipitations est de 1 211,5 mm,. Pour l'avenir, les paramètres climatiques de la commune estimés pour 2050 selon différents scénarios d’émission de gaz à effet de serre sont consultables sur un site dédié publié par Météo-France en novembre 2022.

### Milieux naturels et biodiversité

#### Réseau Natura 2000
Le réseau Natura 2000 est un réseau écologique européen de sites naturels d'intérêt écologique élaboré à partir des Directives « Habitats » et « Oiseaux », constitué de zones spéciales de conservation (ZSC) et de zones de protection spéciale (ZPS).
Un site Natura 2000 a été défini sur la commune au titre de la « directive Habitats » : le « gave de Pau », d'une superficie de 8 194 ha, un vaste réseau hydrographique avec un système de saligues encore vivace,.

#### Zones naturelles d'intérêt écologique, faunistique et floristique
L’inventaire des zones naturelles d'intérêt écologique, faunistique et floristique (ZNIEFF) a pour objectif de réaliser une couverture des zones les plus intéressantes sur le plan écologique, essentiellement dans la perspective d’améliorer la connaissance du patrimoine naturel national et de fournir aux différents décideurs un outil d’aide à la prise en compte de l’environnement dans l’aménagement du territoire.
Une ZNIEFF de type 2 est recensée sur la commune, : 
le « réseau hydrographique du gave de Pau et ses annexes hydrauliques » (3 000,84 ha), couvrant 71 communes dont 10 dans les Landes, 59 dans les Pyrénées-Atlantiques et 2 dans les Hautes-Pyrénées.

## Urbanisme

### Typologie
Au 1er janvier 2024, Biron est catégorisée commune rurale à habitat dispersé, selon la nouvelle grille communale de densité à sept niveaux définie par l'Insee en 2022.
Elle appartient à l'unité urbaine d'Orthez, une agglomération intra-départementale regroupant cinq  communes, dont elle est une commune de la banlieue,,. Par ailleurs la commune fait partie de l'aire d'attraction d'Orthez, dont elle est une commune de la couronne,. Cette aire, qui regroupe 26 communes, est catégorisée dans les aires de moins de 50 000 habitants,.

### Occupation des sols

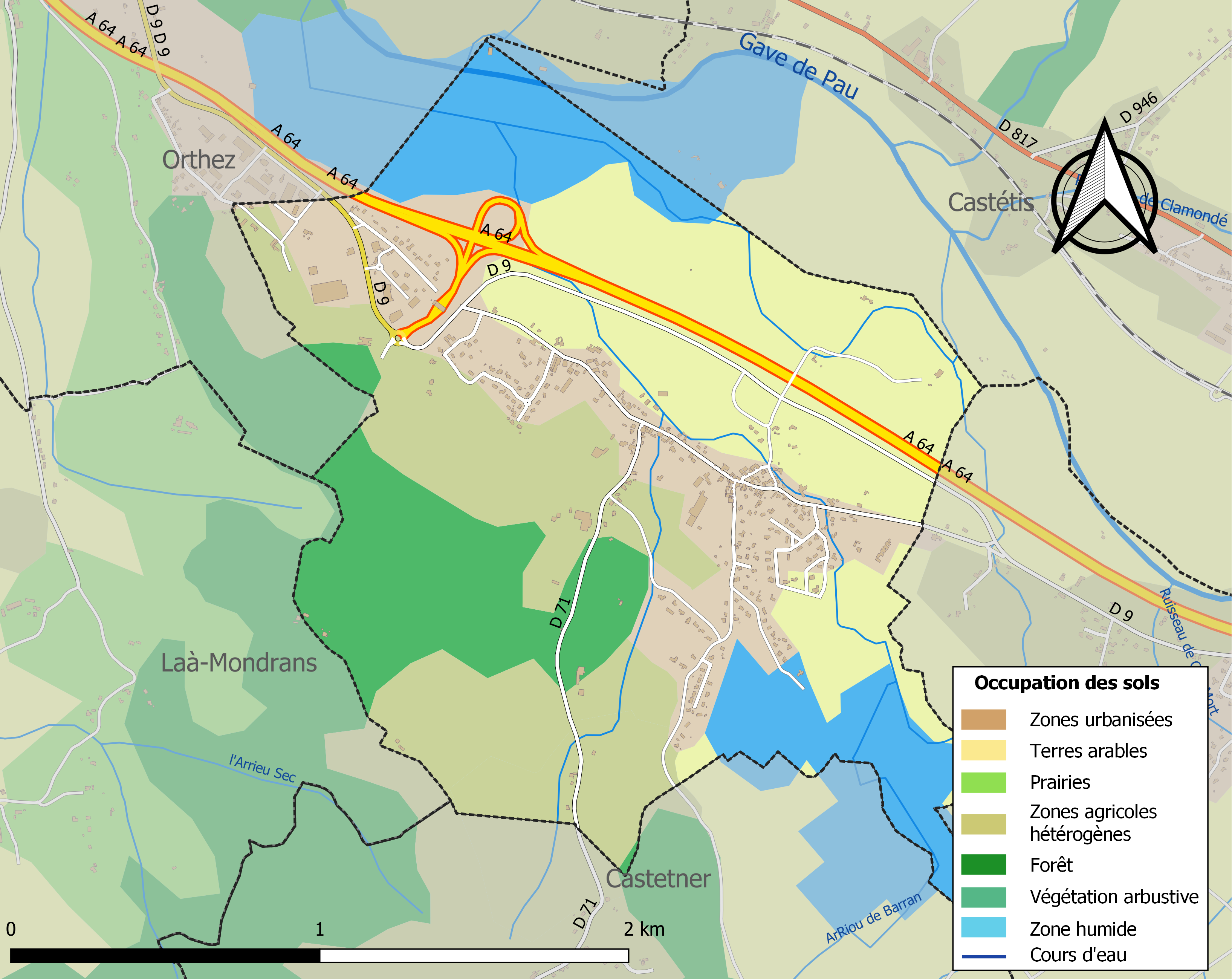
Carte des infrastructures et de l'occupation des sols de la commune en 2018 (CLC).

L'occupation des sols de la commune, telle qu'elle ressort de la base de données européenne d’occupation biophysique des sols Corine Land Cover (CLC), est marquée par l'importance des territoires agricoles (52,3 % en 2018), en diminution par rapport à 1990 (70,2 %). La répartition détaillée en 2018 est la suivante : 
terres arables (28,3 %), zones agricoles hétérogènes (23,9 %), zones urbanisées (20,4 %), forêts (14,1 %), eaux continentales (13,2 %). L'évolution de l’occupation des sols de la commune et de ses infrastructures peut être observée sur les différentes représentations cartographiques du territoire : la carte de Cassini (XVIIIe siècle), la carte d'état-major (1820-1866) et les cartes ou photos aériennes de l'IGN pour la période actuelle (1950 à aujourd'hui).

### Voies de communication et transports
La commune est desservie par les routes départementales 9 et 71, à proximité immédiate de la sortie 8 de l'autoroute A64.
Le réseau interurbain des Pyrénées-Atlantiques y possède un arrêt sur la ligne 802 bis, qui mène d'Orthez à Mourenx.

### Risques majeurs
Le territoire de la commune de Biron est vulnérable à différents aléas naturels : météorologiques (tempête, orage, neige, grand froid, canicule ou sécheresse), inondations, mouvements de terrains et séisme (sismicité modérée). Il est également exposé à un risque technologique,  le transport de matières dangereuses. Un site publié par le BRGM permet d'évaluer simplement et rapidement les risques d'un bien localisé soit par son adresse soit par le numéro de sa parcelle.

#### Risques naturels
Certaines parties du territoire communal sont susceptibles d’être affectées par le risque d’inondation par une crue torrentielle ou à montée rapide de cours d'eau, notamment le gave de Pau. La commune a été reconnue en état de catastrophe naturelle au titre des dommages causés par les inondations et coulées de boue survenues en 1982, 1983, 2009, 2013, 2014, 2018 et 2021,.
Les mouvements de terrains susceptibles de se produire sur la commune sont des affaissements et effondrements liés aux cavités souterraines (hors mines). Afin de mieux appréhender le risque d’affaissement de terrain, un inventaire national permet de localiser les éventuelles cavités souterraines sur la commune.

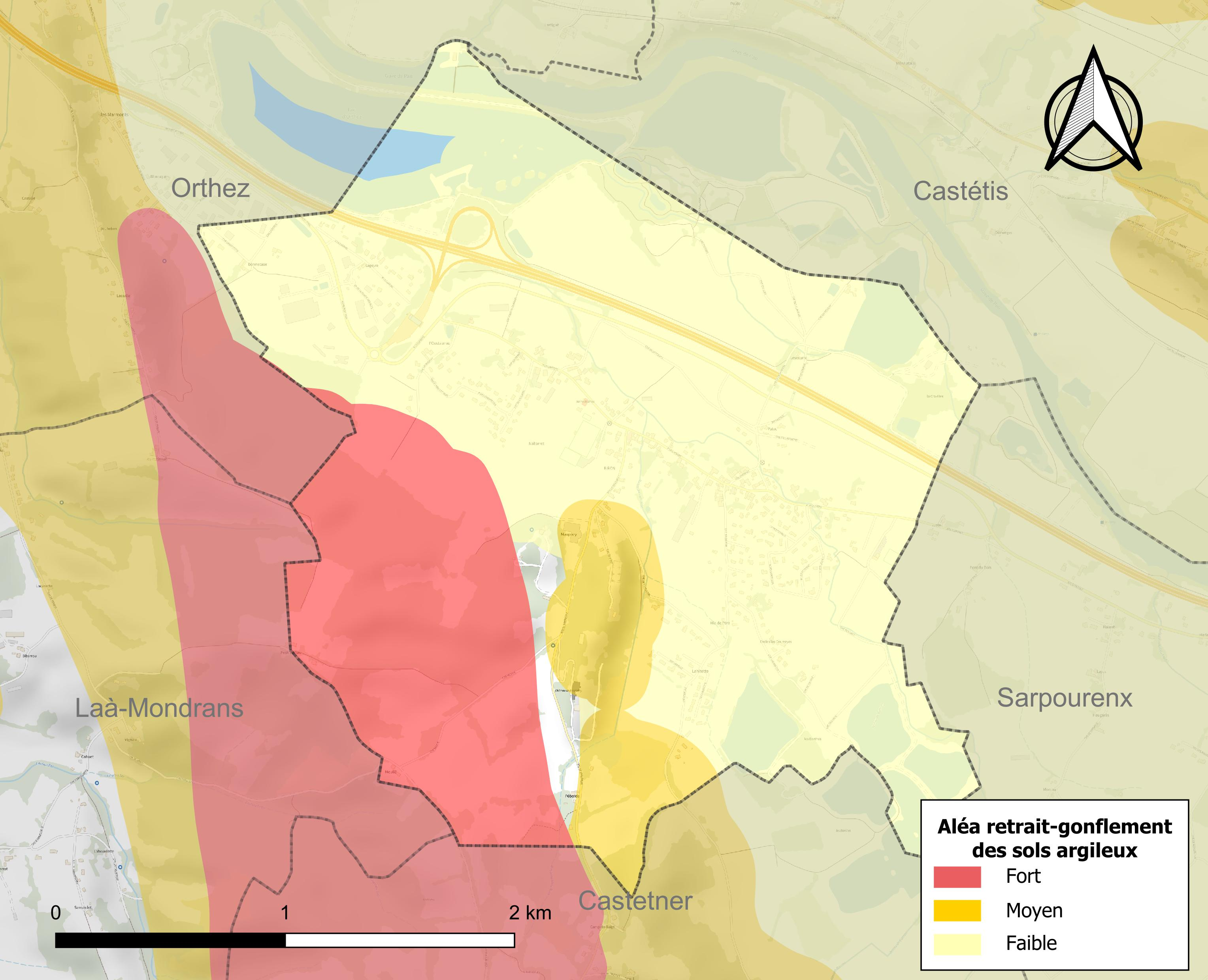
Carte des zones d'aléa retrait-gonflement des sols argileux de Biron.

Le retrait-gonflement des sols argileux est susceptible d'engendrer des dommages importants aux bâtiments en cas d’alternance de périodes de sécheresse et de pluie. 28,7 % de la superficie communale est en aléa moyen ou fort (59 % au niveau départemental et 48,5 % au niveau national). Depuis le 1er octobre 2020, en application de la loi ELAN, différentes contraintes s'imposent aux vendeurs, maîtres d'ouvrages ou constructeurs de biens situés dans une zone classée en aléa moyen ou fort,.

## Toponymie
Le toponyme Biron apparaît sous les formes 
Biro (1194, cartulaire de Sauvelade), 
Villa de Biroo (1235, réformation de Béarn), 
Viroo (1385, censier de Béarn), 
Biiron (1457, notaires de Castetner) et 
Viron (1546, réformation de Béarn).
Son nom béarnais est Viron ou Biroû.
Le sens du toponyme est incertain. Peut-être une racine pré-indo-européenne (vir-) évoquant un cours d'eau ou peut représenter un dérivé de birerloucher, surnom d'un homme qui louche.

## Histoire
Paul Raymond note qu'en 1385, Biron comptait 21 feux et dépendait du bailliage de Larbaig.

## Politique et administration
| Période                                  | Période  | Identité                 | Étiquette | Qualité                                                                   |
| ---------------------------------------- | -------- | ------------------------ | --------- | ------------------------------------------------------------------------- |
| 1989                                     | 2008     | Jacques Cassiau-Haurie   | PS        | Conseiller général                                                        |
| 2008                                     | 2020     | Jacques Cassiau-Haurie   | PS        | Conseiller général (jusqu'en 2015) Président de la communauté de communes |
| 2020                                     | En cours | Benoît Pourtau-Mondoutey |           |                                                                           |
| Les données manquantes sont à compléter. |          |                          |           |                                                                           |

### Intercommunalité
Biron participe à six structures intercommunales :
- la communauté de communes de Lacq-Orthez ;
- le SIVOM de Lagor ;
- le syndicat à vocation scolaire de Biron - Castetner - Sarpourenx ;
- le syndicat d’énergie des Pyrénées-Atlantiques ;
- le syndicat intercommunal d’eau et d’assainissement Gave et Baïse ;
- le syndicat intercommunal de défense contre les inondations du gave de Pau.

Biron accueille le siège du syndicat à vocation scolaire de Biron - Castetner - Sarpourenx.

## Population et société

### Démographie
L'évolution du nombre d'habitants est connue à travers les recensements de la population effectués dans la commune depuis 1793. Pour les communes de moins de 10 000 habitants, une enquête de recensement portant sur toute la population est réalisée tous les cinq ans, les populations de référence des années intermédiaires étant quant à elles estimées par interpolation ou extrapolation. Pour la commune, le premier recensement exhaustif entrant dans le cadre du nouveau dispositif a été réalisé en 2005.

En 2022, la commune comptait 607 habitants, en évolution de −9,27 % par rapport à 2016 (Pyrénées-Atlantiques : +3,78 %, France hors Mayotte : +2,11 %).
| 1793 | 1800 | 1806 | 1821 | 1831 | 1836 | 1841 | 1846 | 1851 |
| ---- | ---- | ---- | ---- | ---- | ---- | ---- | ---- | ---- |
| 262  | 280  | 316  | 331  | 371  | 371  | 360  | 400  | 395  |

| 1856 | 1861 | 1866 | 1872 | 1876 | 1881 | 1886 | 1891 | 1896 |
| ---- | ---- | ---- | ---- | ---- | ---- | ---- | ---- | ---- |
| 369  | 344  | 351  | 350  | 375  | 341  | 358  | 355  | 329  |

| 1901 | 1906 | 1911 | 1921 | 1926 | 1931 | 1936 | 1946 | 1954 |
| ---- | ---- | ---- | ---- | ---- | ---- | ---- | ---- | ---- |
| 336  | 318  | 319  | 305  | 294  | 331  | 302  | 279  | 316  |

| 1962 | 1968 | 1975 | 1982 | 1990 | 1999 | 2005 | 2006 | 2010 |
| ---- | ---- | ---- | ---- | ---- | ---- | ---- | ---- | ---- |
| 391  | 405  | 437  | 486  | 529  | 505  | 552  | 553  | 605  |

| 2015 | 2020 | 2022 | - | - | - | - | - | - |
| ---- | ---- | ---- | - | - | - | - | - | - |
| 598  | 617  | 607  | - | - | - | - | - | - |

La commune fait partie de l'aire d'attraction d'Orthez.

## Économie
La commune fait partiellement partie de la zone d'appellation de l'ossau-iraty.

## Culture locale et patrimoine

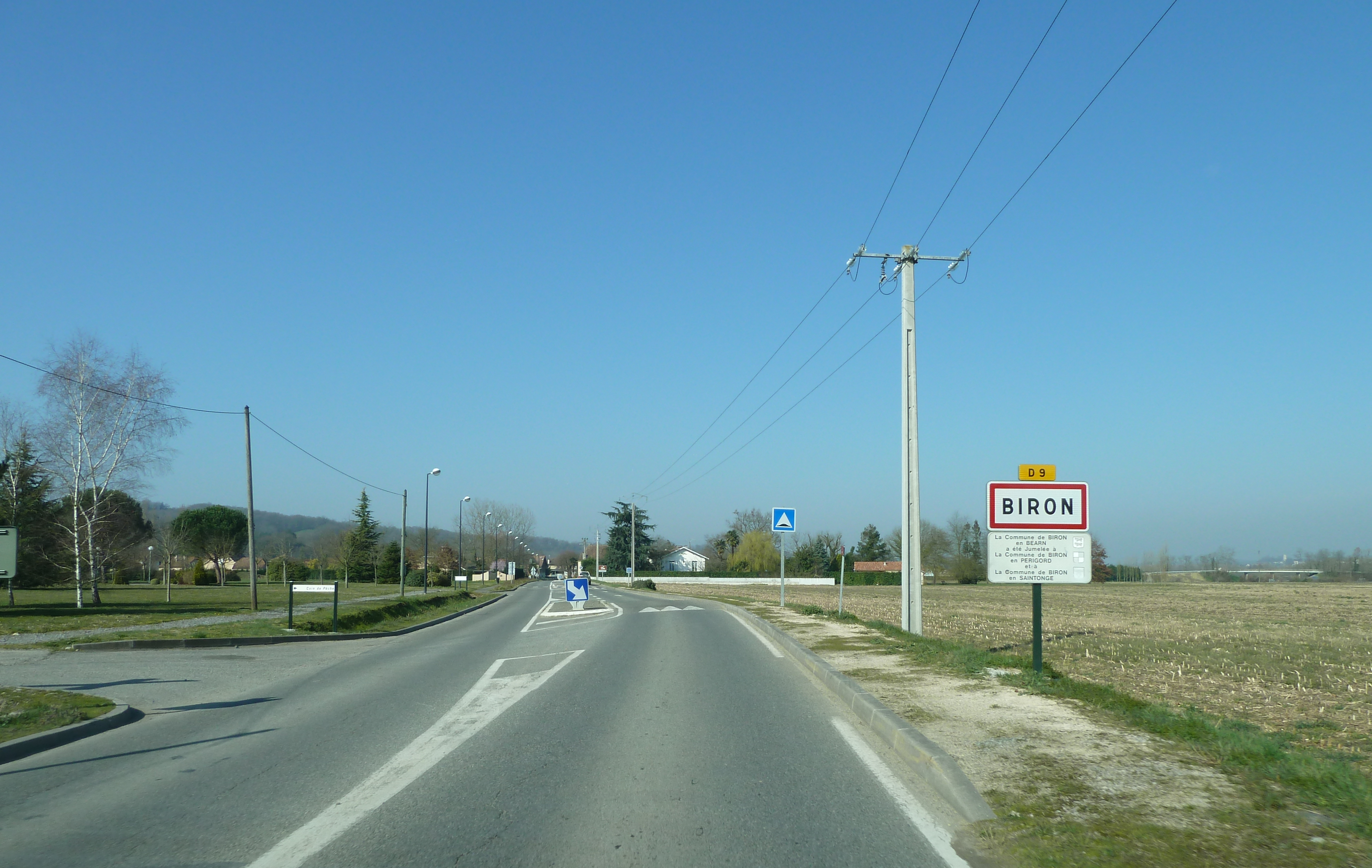
Entrée dans Biron.
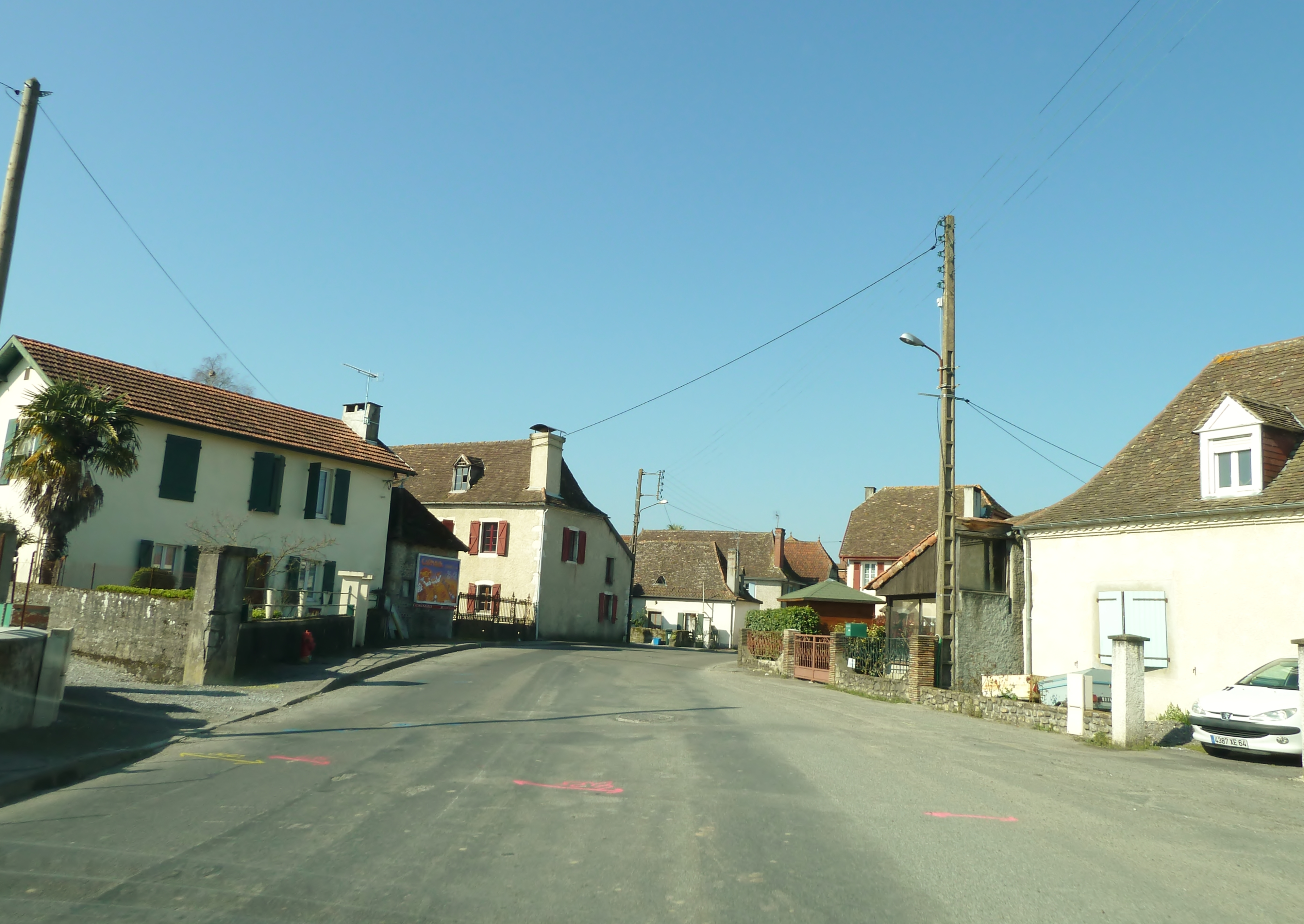
Le bourg.
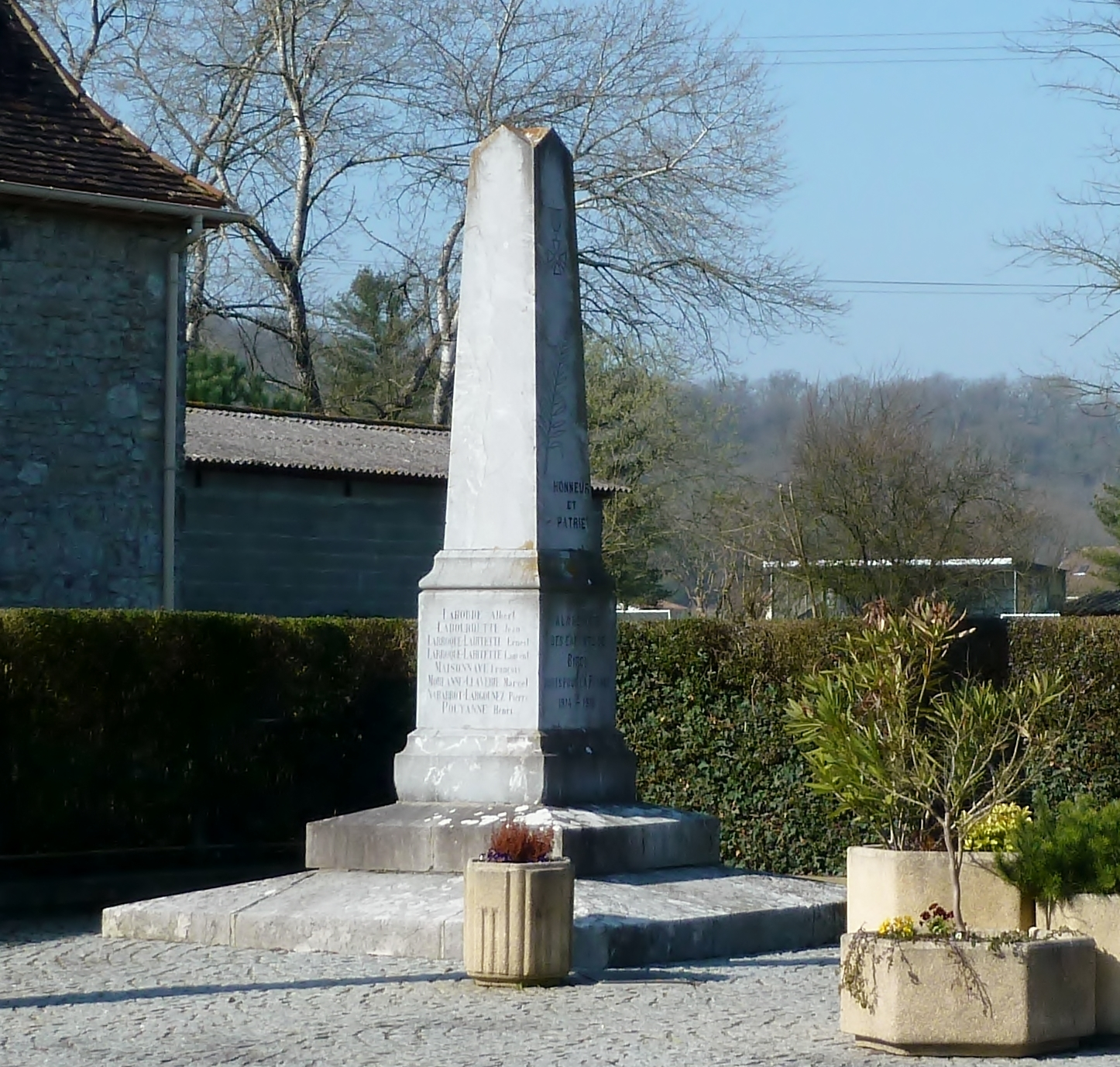
Le monument aux morts.
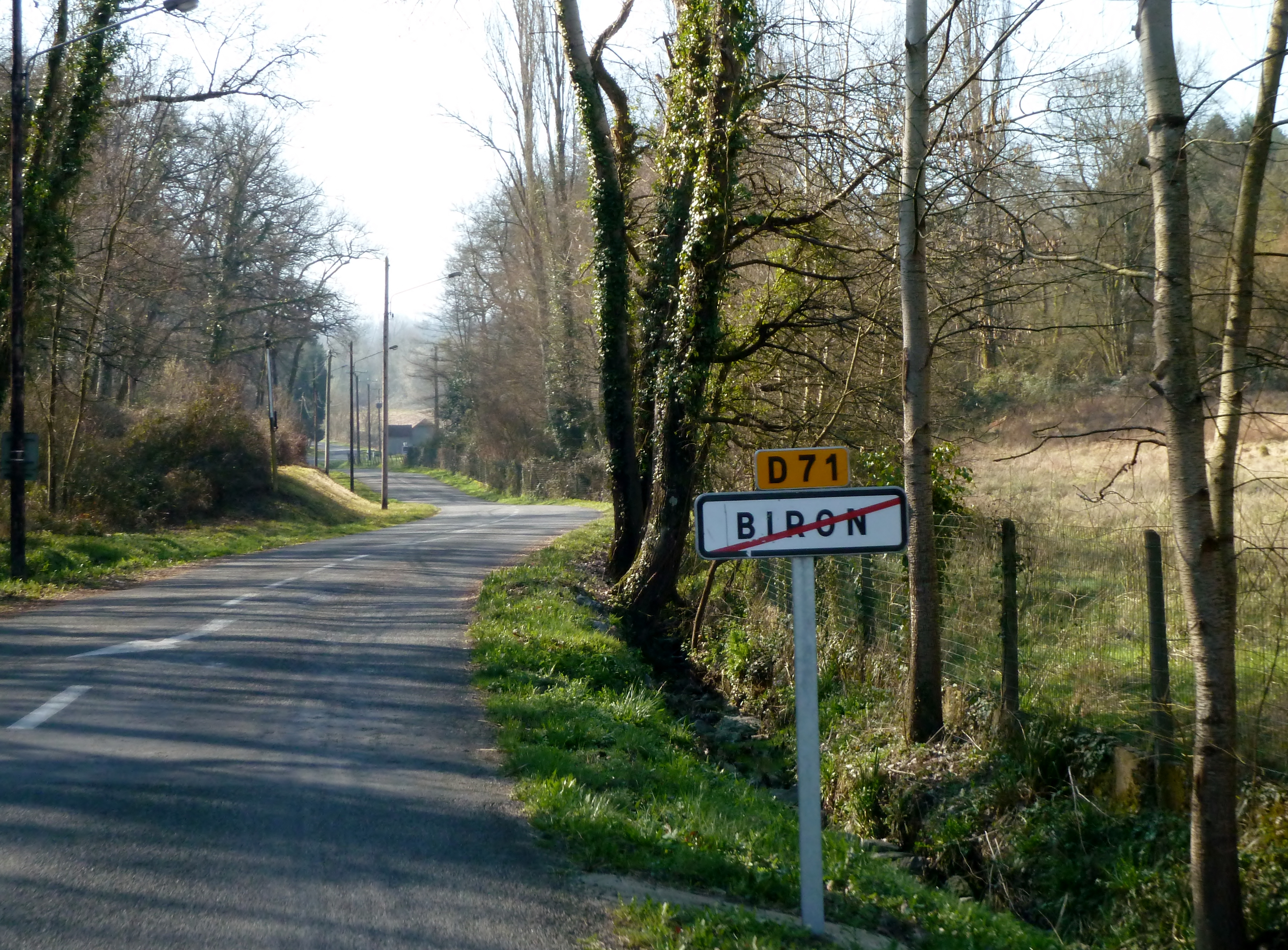
Sortie de Biron.

### Patrimoine civil
Le château de Brassalay date du XVIe siècle. Il fait l'objet d'une inscription auprès des monuments historiques.

### Patrimoine religieux
L'église Saint-Jean-Baptiste des Rivières fut reconstruite dans la deuxième moitié du XIXe siècle. Elle est inscrite à l'Inventaire général du patrimoine culturel.

## Équipements
Éducation
La commune dispose d'une école primaire intercommunale avec les villages de Sarpourenx et Castetner, gérée par un SIVU scolaire.
Bibliothèque
Initialement installée dans un local situé sur le stade de Biron, la bibliothèque a trouvé sa place dans le groupe scolaire Lo Portalé en 1997, et est devenue une bibliothèque intercommunale. La bibliothèque intercommunale de Biron/Castetner/Sarpourenx fait partie du pôle lecture (réseau formé par les bibliothèques de Biron, Labastide-Monréjeau, Lacq-Audéjos, Maslacq, Mont, Mourenx). Le pôle lecture permet de mettre à la disposition des lecteurs l'ensemble des ouvrages de ces six bibliothèques.